# هورتا (متروی بارسلونا)

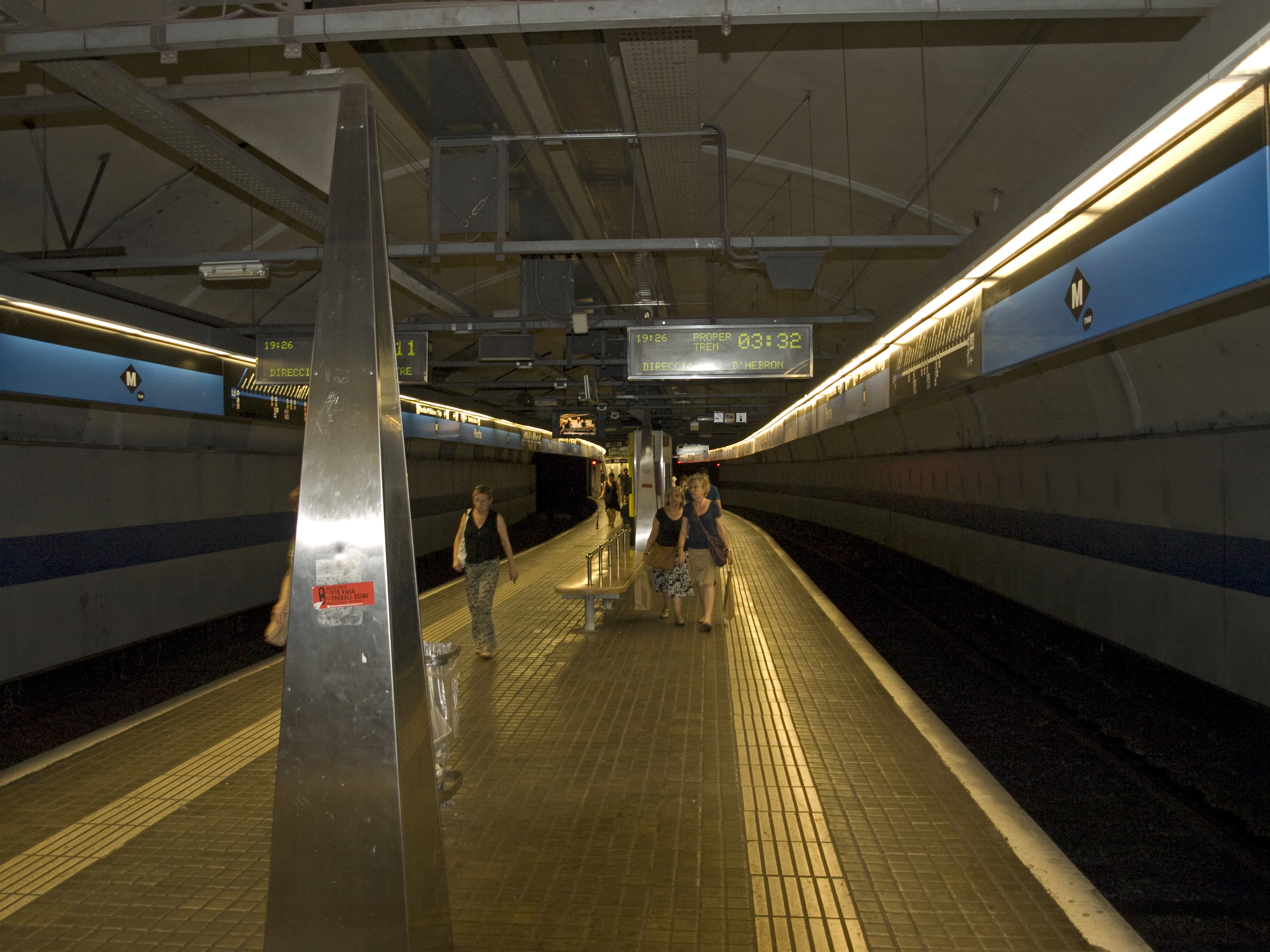

هورتا، یک ایستگاه در شبکه متروی بارسلون است که توسط لاین پنجم سرویس‌دهی می‌شود و در زیر کریر د لیسبوا قرار دارد، در منطقه هورتا-گویناردو بارسلون قرار دارد. در سال ۱۹۶۷افتتاح شد، زمانی که توسعه خط به محله ای به همین نام از ویلاپیسینا افتتاح شد.
ایستگاه سکو جزیره‌ای نیمه منحنی دارای یک سالن بلیط در دو انتها است، یکی با دو دسترسی، دیگری با یکی.
قبل از اینکه خط در ژوئیه ۲۰۱۰ به سمت Vall d'Hebron گسترش یابد، هورتا پایانه بود.